# Contea di Tongjiang
La contea di Tongjiang (通江县S, Tōngjiāng XiànP) è una contea della Cina, situata nella provincia di Sichuan e amministrata dalla prefettura di Bazhong.